# Diatropomma carcassoni
Diatropomma carcassoni är en tvåvingeart som beskrevs av Wray Merrill Bowden 1962. Diatropomma carcassoni ingår i släktet Diatropomma och familjen svävflugor.
Artens utbredningsområde är Kenya. Inga underarter finns listade i Catalogue of Life.